# Drčar
Drčar je priimek v Sloveniji, ki ga je po podatkih Statističnega urada Republike Slovenije na dan 1. januarja 2010 uporabljalo 142 oseb in je med vsemi priimki po pogostosti uporabe uvrščen na 3.156. mesto.

## Znani nosilci priimka
- Alexander Drčar, avstrijsko-slovenski dirigent
- Lili Drčar (*1990), biatlonka
- Mala Drčar (Amalija, r. Dequal) (1917-2001), učiteljica, publicistka, urednica
- Mojca Drčar Murko (*1942), novinarka in političarka
- Ransome Drčar (*1968), kanadsko-slovenski hokejist
- Tina Drčar, slikarka, muralistka...